# دومينيك مور (ممثلة)
دومينيك مور (بالإنجليزية: Dominique Moore)‏ هي ممثلة بريطانية، ولدت في 12 يناير 1986 في لندن في المملكة المتحدة.

## وصلات خارجية
- دومينيك مور على موقع IMDb (الإنجليزية)
- دومينيك مور على موقع قاعدة بيانات الفيلم (الإنجليزية)